# Reginaldo de Piperno

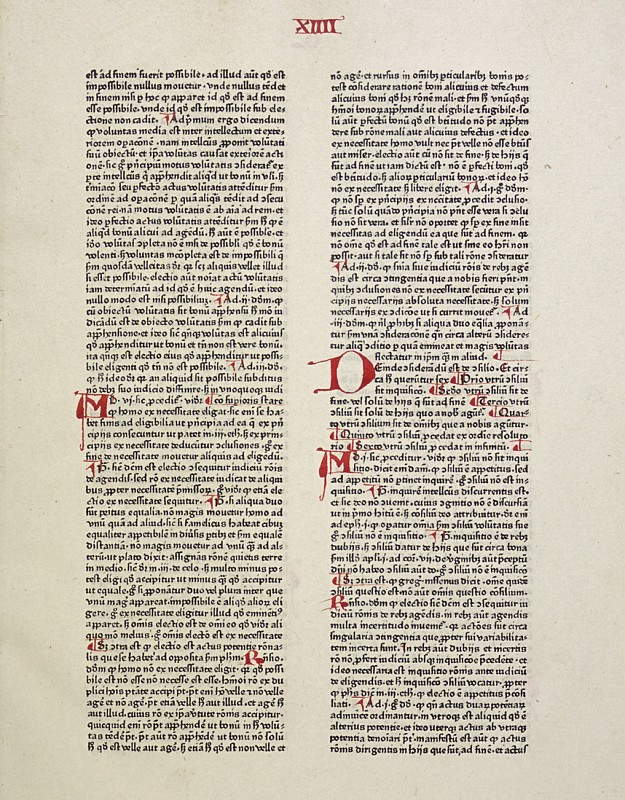
Uma página da Suma Teológica

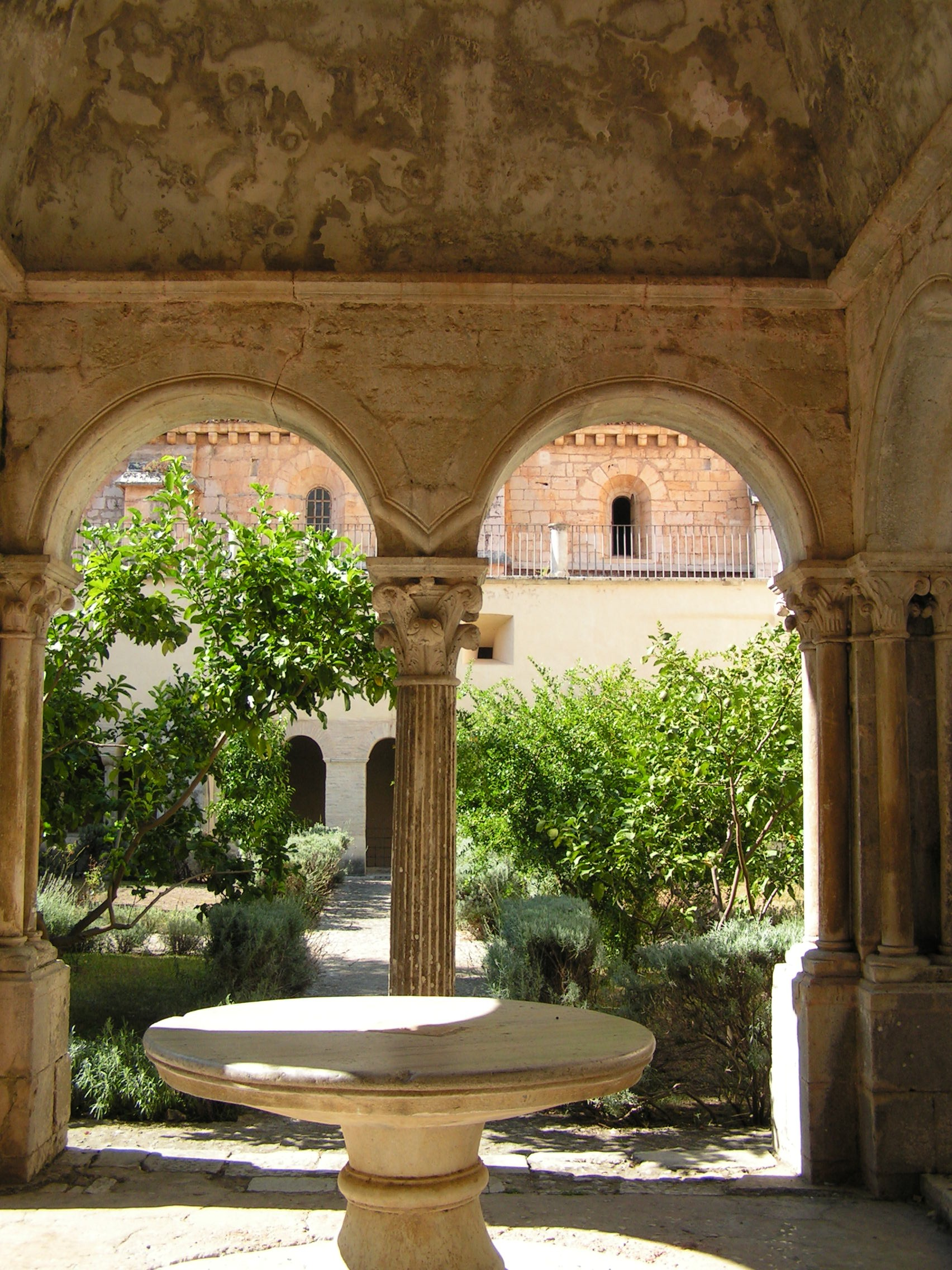
Abadia de Fossanova na Diocese de Priverno onde São Tomás morreu.

Reginaldo de Piperno (Piperno, c. 1230 — Anagni, 1290) foi um teólogo e religioso italiano, dominicano e leitor em teologia, eleito por São Tomás de Aquino para o seu confessor e amigo.

## Biografia
Reginaldo nasceu por volta de 1230 numa cidade do Lácio, na parte central da Itália, de nome Piperno (desde 1927 chamada Priverno). Ele entrou para a Ordem Dominicana em Nápoles. São Tomás de Aquino o escolheu como seu socius et confessor em Roma, por volta de 1260 e, desde então Reginaldo foi um companheiro íntimo e constante do santo.
Por volta de novembro de 1268, São Tomás de Aquino completou seu mandato no Studium provinciale de Santa Sabina, o precursor do Studium generale em Santa Maria sopra Minerva, que seria transformado no século XVI no Colégio de São Tomás (em latim: Collegium Divi Thomæ), e depois, no século XX, na Universidade Pontifícia de São Tomás de Aquino, Angélico. Reginaldo estava com Tomás de Aquino e Nicholas Brunacci 1240-1322, um discípulo de Tomás de Aquino de Santa Sabina, quando deixaram Viterbo a caminho de Paris para o início do ano letivo.
Vários escritores falam de Reginaldo sempre com o mesmo louvor com que Tomás de Aquino a ele se refere. Tomás de Aquino dedicou a ele várias de suas obras e folhetos, dando-lhe o título de seu amado e leal companheiro.
Em 1272 Reginaldo começou a ensinar com Tomás de Aquino, em Nápoles. Mais tarde, ocupando no studium de Nápoles, a cadeira de teologia, ele costumava dizer do mestre Tomás a seus alunos: divinitus edoctum eles quaecumque docuit, scripsit quaecumque, dictavit quaecumque, mos ıllı erat priusquam talia faceret para orationem acesso, instrui ibique.
Ele estava presente no leito de morte de Tomas e recebeu sua confissão geral, e pronunciou a oração fúnebre, em 1274. Ele voltou a Nápoles, e, provavelmente, sucedeu ao mestre em sua cadeira. Ele morreu por volta de 1290.
O testemunho de Reginaldo é continuamente citado no processo da canonização de São Tomás de Aquino, sendo citado por todos no crédito à santidade e reverência ao santo. Para a canonização de São Tomás de Aquino, no ofício, aberto pela Igreja, o Papa João XXII coloca em sua própria bula, os escritos de Reginaldo, relacionados com a figura do santo, como justificativa de endossamento à canonização..

## Bispado
Reginaldo tornou-se bispo na diocese de Marsiconuovo na atual Basilicata. Esta fora a casa de seu querido amigo e mestre São Tomás de Aquino, que para cá viera em visita à irmã Teodora, condessa de Sanseverino, esposa do senhor de Marsicovetere e a sobrinha Agnes, abadessa do mosteiro beneditino local.

## Escritos
Reginaldo de Piperno em suas assistências às palestras de Tomás de Aquino, fazia anotações das lições aprendidas, com isso, foi capaz de completar alguns dos escritos do santo e conseguiu compor [ou compilar] o Supplementum para a terceira seção da Summa Theologiae. Este suplemento foi concebido para permitir a conclusão do inacabado Summa Theologiae, e foi composto de livro IV do de Aquino Comentário às Sentenças.
Reginaldo coletadas todas as obras de São Tomás. Quatro dos Opúsculos ("pequenas obras") são os relatórios que ele fez de palestras ministradas pelo Santo, fosse porque os fez no momento e durante as palestras ou, mais tarde, como escritos de sua memória. São eles: Postilla super Joannem (corrigidos por São Tomás), Postillae super Epistolas S. Pauli, Postilla super Três Nocturnos Psalterii e Lectura super Primum de Anima.
O discurso fúnebre publicado em Bolonha em 1529 sob o nome de Reginaldo é uma obra do humanista italiano Joannes Antonius Flamínio.

### Teodoro Vale de Piperno
Na Biblioteca real do Mosteiro de São Domingos em Nápoles existia um livro pergaminho, escrito de punho pelo próprio Reginaldo, sobre São João, mas como atesta Teodoro Valle de Piperno, este livro foi levado para a Biblioteca Imperial, em Viena.